# María Peláez
María Peláez Navarrete (* 13. November 1977 in Málaga) ist eine ehemalige spanische Schwimmerin. Bei den Schwimmeuropameisterschaften 1997 wurde sie Europameisterin über 200 Meter Schmetterling. Zudem gewann sie auch je eine Silber- und Bronzemedaille bei Europameisterschaften.

## Sportliche Karriere
María Peláez schwamm für den Real Club Mediterráneo de Málaga.

### 1992 bis 1995
Im Alter von 14 Jahren nahm sie an den Olympischen Spielen 1992 in Barcelona teil. Nachdem sie über 100 Meter Schmetterling und mit der 4-mal-100-Meter-Lagenstaffel im Vorlauf ausgeschieden war, erreichte sie über 200 Meter Schmetterling das B-Finale und wurde 15. der Gesamtwertung. Ein Jahr später bei den Mittelmeerspielen 1993 in Languedoc-Roussillon siegten über 100 Meter Schmetterling die beiden Französinnen Catherine Plewinski und Cécile Jeanson vor Peláez und deren Landsfrau María Luisa Fernández. Über 200 Meter Schmetterling gewann Jeanson vor Peláez und Bárbara Franco, einer weiteren Spanierin. Die Lagenstaffel mit Nuria Castelló, Rosario Zazo, Maria Peláez und Natalia Pulido erkämpfte über fünf Sekunden hinter den Französinnen Silber mit einer Zehntelsekunde Vorsprung vor den Kroatinnen. Anderthalb Monate nach den Mittelmeerspielen fanden die Europameisterschaften in Sheffield statt. Über 200 Meter Schmetterling gewann die Ungarin Krisztina Egerszegi mit über zwei Sekunden Vorsprung vor der Deutschen Katrin Jäke. Dahinter wurde Bárbara Franco Dritte vor María Peláez.
1994 schied Peláez bei den Weltmeisterschaften in Rom sowohl über 100 Meter als auch über 200 Meter Schmetterling im Vorlauf aus. 1995 bei den Europameisterschaften in Wien erreichte Peláez nur mit der Lagenstaffel das Finale. Hinter den Deutschen und den Ungarinnen erkämpften María Tato, María Olay, María Peláez und Claudia Franco die Bronzemedaille vor den Italienerinnen. Auch bei den Kurzbahnweltmeisterschaften 1995 in Rio de Janeiro verfehlte Peláez die Finalteilnahme über die Schmetterlingsdistanzen. Die Lagenstaffel mit Tato, Olay, Peláez und Blanca Ceron erreichte den fünften Platz mit fast sechs Sekunden Rückstand auf die viertplatzierten Schwedinnen.

### 1996 bis 1999
Bei den Olympischen Spielen 1996 in Atlanta schied Peláez über 100 Meter Schmetterling als 19. im Vorlauf aus. Die Lagenstaffel verfehlte die Finalteilnahme um fast fünf Sekunden. Über 200 Meter Schmetterling erkämpfte Peláez den dritten Platz im B-Finale und wurde damit Elfte der Gesamtwertung. Ende 1996 fanden die Kurzbahneuropameisterschaften in Rostock statt. Über 200 Meter Schmetterling siegte Bárbara Franco vor der Schwedin Johanna Sjöberg und Peláez. 1997 bei den Mittelmeerspielen in Bari wurde Peláez über 100 Meter Schmetterling Zweite hinter der Italienerin Ilaria Tocchini. Über 200 Meter Schmetterling wurde sie Vierte. Über 200 Meter Lagen siegte die Französin Nadège Cliton vor der Griechin Ekaterini Sarakatsani. Dahinter schlug María Peláez als Dritte an, knapp vor ihrer Landsfrau Lourdes Becerra. In der Lagenstaffel siegten die Italienerinnen mit über drei Sekunden Vorsprung vor María Tato, Rosario Zazo, María Peláez und Claudia Franco. Zwei Monate später wurden in Sevilla die Europameisterschaften 1997 ausgetragen. Peláez siegte über 200 Meter Schmetterling vor der Irin Michelle Smith und der Dänin Mette Jacobsen.
Anfang 1998 fanden die Weltmeisterschaften in Perth statt. María Peláez schied über 100 Meter Schmetterling im Vorlauf aus und wurde über 200 Meter Schmetterling Fünfte im B-Lauf. 1999 siegte María Peláez bei der Universiade in Palma de Mallorca über 200 Meter Schmetterling. Einen Monat später bei den Europameisterschaften in Istanbul wurde die spanische 4-mal-200-Meter-Staffel Fünfte und die Lagenstaffel erreichte den sechsten Platz. Über 200 Meter Schmetterling siegte Mette Jacobsen mit über einer Sekunde Vorsprung vor María Peláez, die ihrerseits 0,11 Sekunden vor der Polin Otylia Jędrzejczak anschlug.

### 2000 bis 2003
Im März 2000 fanden in Athen die Kurzbahnweltmeisterschaften 2000 statt. María Peláez wurde Fünfte über 200 Meter Schmetterling. Bei den Europameisterschaften in Helsinki schied sie sowohl über 100 Meter als auch über 200 Meter Schmetterling im Vorlauf aus. Die 4-mal-100-Meter-Lagenstaffel mit Nina Zhivanevskaya, Lourdes Becerra, María Peláez und Laura Roca erreichte den sechsten Platz. Bei den Olympischen Spielen in Sydney schied Peláez über 100 Meter Schmetterling als 29. der Vorläufe und über 200 Meter Schmetterling als 25. der Vorläufe aus. 2001 nahm Peláez an der Universiade in Peking teil und wurde Sechste über 100 Meter Schmetterling. Bei den Mittelmeerspielen in Tunis wurde Peláez über 200 Meter Schmetterling Dritte hinter ihrer Landsfrau Mireia García und der Italienerin Paola Cavallino. Ende 2001 wurde Peláez Sechste über 200 Meter Schmetterling bei den Kurzbahneuropameisterschaften in Antwerpen. 2003 bei den Weltmeisterschaften in Barcelona schied Peláez als 19. der Vorläufe über 200 Meter Schmetterling aus. Ende des Jahres wurde sie auf dieser Distanz Sechste bei den Kurzbahneuropameisterschaften in Dublin.

### 2004 bis zum Karriereende
Im Mai 2004 bei den Europameisterschaften in Madrid schied Peláez über 100 Meter Schmetterling im Vorlauf aus. Über 200 Meter Schmetterling wurde sie im Halbfinale Neunte. Auch bei den Olympischen Spielen in Athen erreichte sie das Halbfinale in dieser Disziplin. In der Gesamtwertung belegte sie den 15. Rang. Die Lagenstaffel in der Besetzung Nina Zhivanevskaya, Sara Pérez Sala, María Peláez und Tatiana Rouba schwamm ins Finale und belegte den siebten Platz. Für Peláez war es die einzige Finalteilnahme bei Olympischen Spielen. Ende 2004 wurde sie noch einmal Siebte bei den Kurzbahneuropameisterschaften in Wien. 2005 belegte Peláez bei den Mittelmeerspielen in Almeria den vierten Platz über 100 Meter Schmetterling und den sechsten Platz über 200 Meter Schmetterling. Anfang 2006 beendete Peláez ihre internationale Karriere.
Zwei Jahre später kehrte sie für ihre fünfte Olympiateilnahme zurück. Bei den Olympischen Spielen 2008 in Peking trat sie über 200 Meter Lagen an und schied als 27. der Vorläufe aus. 2010 beendete sie nach den spanischen Landesmeisterschaften endgültig ihre Laufbahn.